# كاي كاي هاريداس
كاي كاي هاريداس (بالماليالامية: കെ.കെ. ഹരിദാസ്)‏‏ (7 سبتمبر 1965 - 26 أغسطس 2018) هو مخرج أفلام هندي في سينما المالايالامية.
توفي في 26 أغسطس 2018 في مستشفى كوتشي، وذلك نتيجةً لسكتة قلبية.

## روابط خارجية
- كاي كاي هاريداس على موقع IMDb (الإنجليزية)